# Filozofski fakultet Sveučilišta u Beogradu
Filozofski fakultet Sveučilišta u Beogradu (srpski: Филозофски факултет Универзитета у Београду, Filozofski fakultet Univerziteta u Beogradu) je najstariji fakultet Sveučilišta u Beogradu.
Bio je jedan od fakulteta prilikom osnivanja Velike škole 1863. godine, kao i prilikom osnivanja Sveučilišta u Beogradu 1905. godine.
Iz Filozofskog fakulteta izdvojio se 1947. godine Prirodno-matematički fakultet, a 1960. i Filološki fakultet.
Na ovom fakultetu studira oko 6000 studenata na svim razinama, od osnovnih do doktorskih studija. Primarni cilj je stvaranje visokoobučenih kadrova za radove i istraživačke projekte iz područja društveno-humanističkih znanosti.
Filozofski fakultet ima deset odjeljenja:
- andragogija
- arheologija
- etnologija i antropologija
- istorija (povijest)
- istorija umetnosti (povijest umjetnosti)
- klasične nauke (klasične znanosti)
- pedagogija
- psihologija
- sociologija
- filozofija

## Znanstveni centri
Filozofski fakultet u svom sastavu ima i sljedeće znanstvene jedinice:
- Institut za istoriju umetnosti
- Institut za pedagogiju i andragogiju
- Institut za psihologiju
- Institut za sociološka istraživanja
- Institut za filozofiju
- Centar za etnološka i antropološka istraživanja
- Centar za kiparske studije
- Centar za teorijsku arheologiju
- Arheološka zbirka

## Dekani
Dekani ovog fakulteta od 1905. godine bili su:
- Bogdan Popović (1905. – 1906.)
- Svetolik Radovanović (1906. – 1908.)
- Mihailo Petrović (1908. – 1909.)
- Đorđe Stanojević (1909. – 1913.)
- Dragoljub Pavlović, zatim Đorđe Stanojević (1913. – 1914.)
- Sima Lozanić (1918. – 1919.)
- Živojin Đorđević (1919. – 1920.)
- Nikola Vulić (1920. – 1923.)
- Vladimir K. Petković (1923. – 1926.)
- Milutin Milanković (1926. – 1927.)
- Miloš Trivunac (zimski semestar), Nedeljko Košanin (ljetni semestar) (1927. – 1928.)
- Milorad Popović (1928. – 1930.)
- Veselin Čajkanović (1930. – 1933.)
- Vladimir Ćorović (1933. – 1934.)
- Vladimir Ćorović (zimski semestar), Milivoje S. Lozanić (ljetni semestar) (1934. – 1935.)
- Nikola Popović (1935. – 1937.)
- Nikola Popović (zimski semestar), Miloš Trivunac (ljetni semestar) (1937. – 1939.)
- Miloš Trivunac (1939. – 1940.)
- Jovan Tomić 1940. – 1941.)
- Ljubiša Glišić (zimski semestar), Dušan Nedeljković (ljetni semestar) (1945. – 1946.)
- Dušan Nedeljković (1946. – 1947.)
- Mihailo Stevanović (1947. – 1949.)
- Mihailo Dinić (1949. – 1950.)
- Borislav Stevanović (1950. – 1951.)
- Borivoje Drobnjaković (1951. – 1952.)
- Miodrag Ibrovac (1952. – 1954.)
- Nikola Banašević (1954. – 1955.)
- Borivoje Drobnjaković (1955. – 1956.)
- Georgije Ostrogorski (1957. – 1958.)
- Vojislav M.Đurić (1958. – 1959.)
- Dragoljub Pavlović (1959. – 1960.)
- Jorjo Tadić (1960. – 1962.)
- Ivan Božić (1962. – 1964.)
- Mihailo Marković (1964. – 1967.)

Dekani nakon 1967. godine bili su:
- Dušan Savićević
- Ivan Štajnberger
- Ivan Maksimović
- Živan Lazović
- Marica Šuput
- Aleksandar Kostić
- Vesna Dimitrijević
- Miloš Arsenijević

## Vanjske poveznice
- Službena web stranica Filozofskog fakulteta Sveučilišta u Beogradu